# Festa de Sant'Ana de Caicó
A Festa de Sant'Ana é a festa da padroeira da cidade de Caicó, no interior do estado brasileiro do Rio Grande do Norte. É realizada há mais de 260 anos, dura onze dias e tem o seu encerramento sempre no domingo imediatamente posterior ao dia de Sant'Ana (26 de julho), onde reúne diversos rituais religiosos, profanos e outras manifestações típicas da região do Seridó Potiguar. Sua origem remonta o período da colonização portuguesa.
A Festa de Santana de Caicó é considerado o maior evento sócio-religioso do estado, e é a primeira manifestação do estado a entrar para a lista de "Patrimônio Imaterial do Brasil", vinculado ao IPHAN, órgão do Ministério da Cultura.

## Descrição

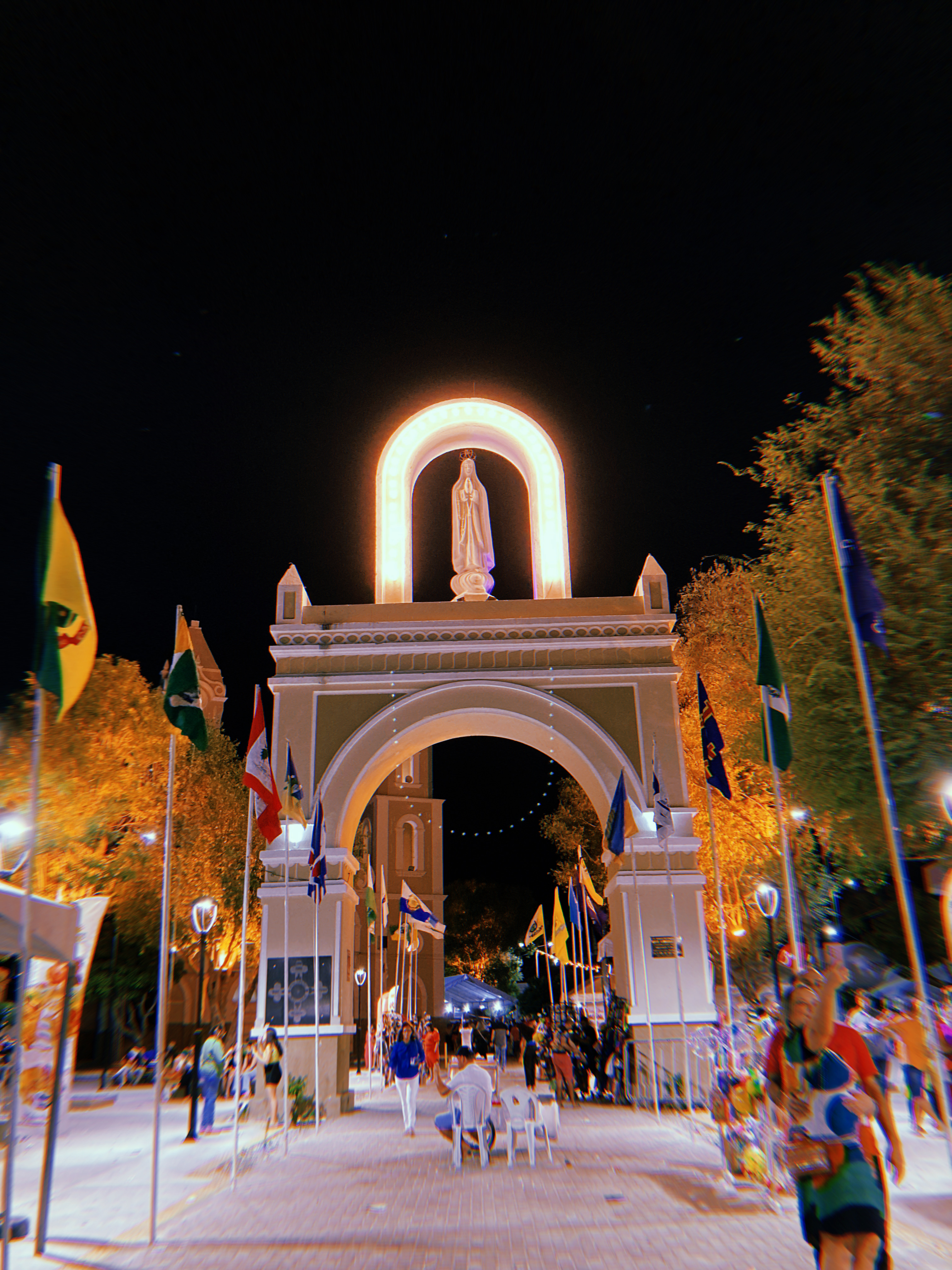
O Arco do Triunfo, localizado em frente a Catedral de Sant'Ana.

A Festa de Sant'Ana é uma típica quermesse, porém na cidade de Caicó, os festejos tomaram uma dimensão maior, atraindo grande número de turistas; seja devido a grande quantidade de eventos paralelos, ou pela coincidência da festa se realizar na temporada de férias escolares.
Apesar de seu caráter eminentemente religioso, a Festa de Sant'Ana aglutina elementos diversos da cultura sertaneja, incluindo a indumentária, a culinária, o artesanato, e as mais diversas formas de expressão. Além de ainda reforçar a existência de lugares sagrados, como o mítico Poço de Sant'Ana.
O fato é que a festa possui um grande simbolismo para a população de Caicó, uma vez que, segundo a lenda, a fundação da cidade se deve a uma promessa a Sant'Ana que fez com que um sertanejo encontrasse uma fonte de água durante uma forte seca, que até os dias de hoje, nunca secou, onde se encontra hoje o Poço de Santana. Diante disso, o sertanejo conseguiu salvar a vida de sua família e todo o seu rebanho de gado. Outro causa para a grande devoção da população caicoense é o fato de Sant'Ana ser a avó de Jesus, figura de grande importância nas famílias seridoenses.
A festa torna-se relevante do ponto de vista cultural, histórico e social, pois é um dos principais veículos da memória e da identidade coletiva, em especial os relacionados com as expressões ligadas a fé católica.
Os eventos da Festa de Sant'Ana são divididos em 2 grupos, chamada pela população de "A parte sagrada" e " A parte profana".

### Parte sagrada
Trata-se dos eventos organizados pela paróquia, como a chegada dos peregrinos de Sant'Ana à cidade, cavalgada, feirinha de comidas típicas, maratona, leilões e o novenário

### Parte profana
Trata-se dos eventos não organizados pela Igreja, ou seja, estão vinculados à festa, mas não contam com a participação da paróquia. Como é o caso das reuniões de família, encontro de ex-alunos e grupo de escoteiros, feirinha de artesanato - FAMUSE, baile dos Coroas, baile do Reencontro, e os shows noturnos realizados na Ilha de Santana ou nos clubes da cidade. Nessas festas geralmente há a presença de bebidas alcoólicas e de comportamentos condenados pela Igreja Católica. Porém nesses eventos são onde ocorrem um dos maiores simbolismo da Festa de Santana, que é a celebração da amizade. Nesses locais, parentes que moram distantes se encontram, assim como ex-colegas de escola ou universidades. A Festa de Sant'Ana se tornou a temporada do reencontro de amigos.

## Elementos

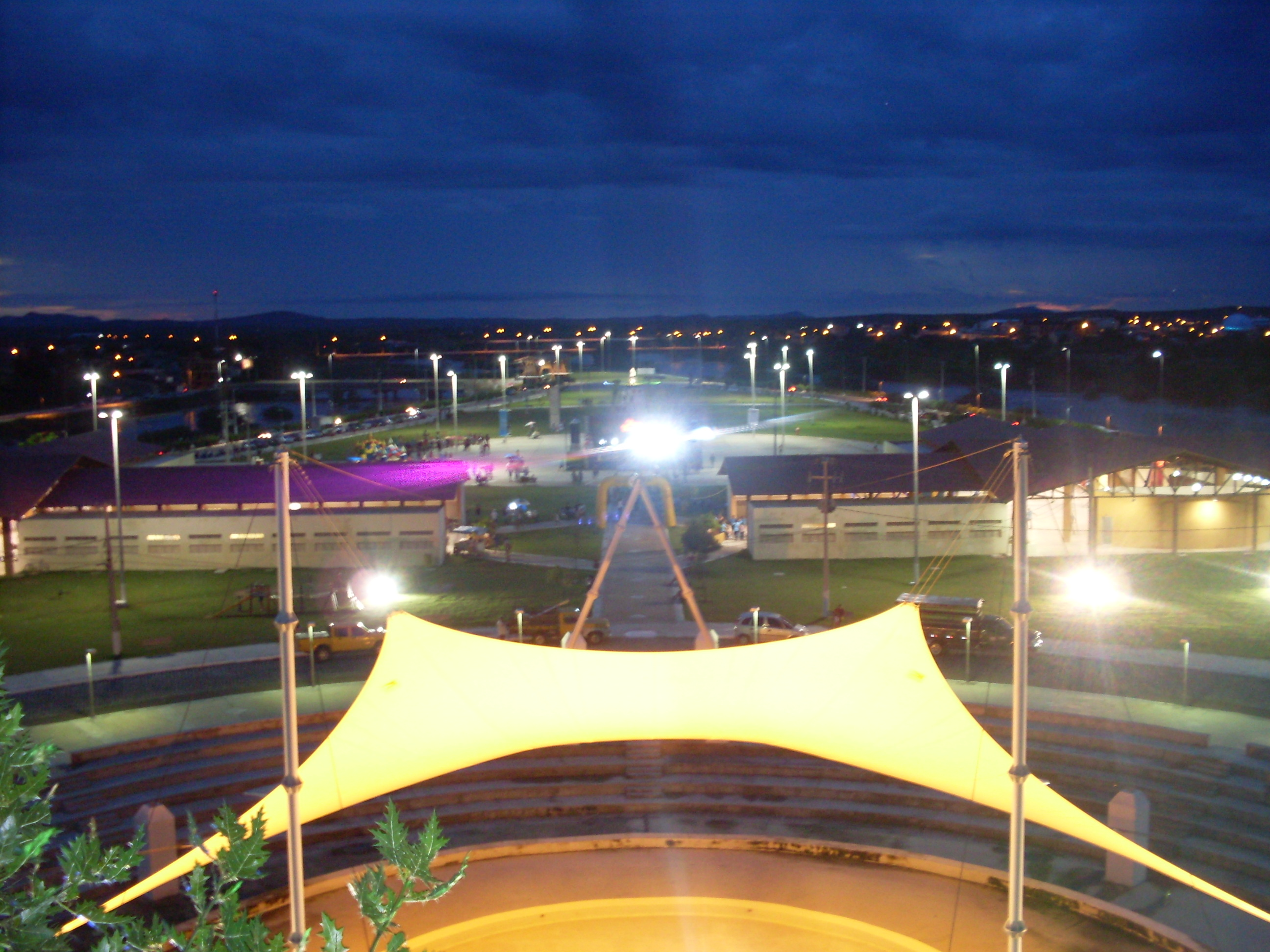
Vista do Serrote da Cruz da Ilha de Sant'Ana, palco da festa.

### Peregrinação urbana e rural
Trata-se da visita das imagens peregrinas às zonas urbana e rural, iniciam-se nos meses de junho e abril sendo organizadas e geridas por leigos e lideranças religiosas; tem como objetivo o estabelecimento de uma rede de visitação da imagem de Sant'Ana nas casas dos fiéis e marcam o ciclo de preparação da Festa de Sant'Ana. A peregrinação rural ocorre ao longo de 15 sábados que antecedem o início oficial da Festa. A peregrinação urbana é iniciada no início de junho, ocorrendo diariamente até a véspera da abertura oficial da Festa de Sant'Ana; consiste na visita de imagens peregrinas em diferentes bairros da cidade de Caicó. O ciclo da peregrinação urbana é encerrado na véspera do dia de abertura oficial da Festa, quando as imagens peregrinas deixam os diversos bairros e comunidades em procissão e se encontram no cruzamento das principais avenidas da cidade (Av. Seridó com Av. Coronel Martiniano), recepcionando a caravana de peregrinos. O evento é reconhecido como o "Encontro das Imagens".

### Caravana Ilton Pacheco
Teve início no ano de 2000, recebeu o nome de um de seus mais dedicados membros, falecido em 2004.
A peregrinação parte da cidade de Acari com 40 a 50 pessoas por ano. Ao longo do caminho rezam e cantam o hino do peregrino e outras canções sacras, e são calorosamente recebidos em pontos de apoio distribuídos em residências nas cidades e na zona rural dos municípios percorridos. Ao chegar em Caicó, sempre na véspera da abertura oficial da Festa de Sant'Ana, a Caravana Ilton Pinheiro é calorosamente recebida por autoridades do poder público local, representantes da paróquia, e um grande público de devotos. São homenageados com foguetório e com a apresentação da Banda de Música Recreio Caicoense. Seguem sua caminhada até o centro da cidade, onde está localizada a Catedral de Sant'Ana. No cruzamento das avenidas Seridó e Coronel Martiniano, onde se encontram com as imagens peregrinas de Sant'Ana. posteriormente se dirigem à Catedral de Sant'Ana, onde é celebrada uma missa de ação de graças pela chegada dos peregrinos. O Encontro das Santas com os Peregrinos de Sant'Ana marcam o início da Festa.

### Abertura
Com a chegada dos Peregrinos de Sant'Ana, ocorrer sempre na quarta-feira que antecede o dia de Sant'Ana (26/07), a Festa de Sant'Ana é oficialmente iniciada um dia depois. A abertura oficial da Festa tem início com uma passeata de caráter solene até retornar ao largo da Catedral, onde é hasteado o estandarte de Sant'Ana em mastro localizado em frente à Catedral, sendo retirado somente após a procissão de encerramento.

### Feirinha de Sant'Ana
Realizada sempre na ultima quinta-feira do mês de julho, feriado municipal em homenagem à padroeira. Nela pode encontrar os pratos mais típicos da culinária e doçaria seridoense. A feirinha é o evento social mais significativo da Festa de Sant'Ana, é nela onde se aglutinam os elementos mais significativos da identidade seridoense, representados pela culinária, artesanato e manifestações artísticas, assim como pela hospitalidade bastante peculiar, que se faz questão de ser expressa pelas pessoas de Caicó.

### Missa solene e procissão de Sant'Ana
A Missa Solene acontece sempre no último domingo da festa um momento de preparação para a Procissão de Encerramento. A missa começa às 10:00h e finda por volta do meio-dia. Ao término da Missa Solene conclui-se a ornamentação dos andores utilizados para conduzir as imagens de Sant'Ana e São Joaquim durante a procissão. O andor é levado para o interior da Catedral, que permanece de portas fechadas até a conclusão dos trabalhos de ornamentação, iniciados na noite anterior com a colocação das bases nas quais são fixadas as flores. Com a imagem de Sant'Ana já acomodada em seu andor e devidamente ornamentada, os devotos podem adentrar à Catedral. A procissão final da festa de Sant‟Ana de Caicó continua sendo até hoje o maior aglutinador de todos os festejos religiosos da região do Seridó, reunindo um público estimando em mais de cem mil pessoas no ano de 2009. O cortejo inicia-se sempre às 16:30h, quando a multidão devota deixa a Catedral percorrendo as principais ruas e avenidas da cidade de Caicó. Ao chegar no interior da Catedral, em frente ao altar principal, a imagem de Sant'Ana é posicionada para o momento do beija. Enquanto isso, o clero se posiciona para a celebração de uma missa campal de encerramento. A missa culmina com a bênção final e o arreamento do Estandarte de Sant'Ana.